# اولیو (اوکلاهما)
اولیو (به انگلیسی: Olive) یک منطقهٔ مسکونی در ایالات متحده آمریکا است که در شهرستان کریک، اکلاهما واقع شده‌است.